# Sputnik (agencja informacyjna)
Sputnik – rosyjska rządowa agencja informacyjna, sieć stacji radiowych oraz wielojęzyczna strona internetowa, których właścicielem w całości jest rosyjskie państwowe przedsiębiorstwo medialne Rossija Siegodnia. Siedziba centrali znajduje się w Moskwie.  
Sputnik został uruchomiony 10 listopada 2014 r. przez agencję Rossija Siegodnia, zarządzaną przez rosyjski rząd i utworzoną 9 grudnia 2013 roku dekretem prezydenta Rosji Władimira Putina. Poprzednikami Sputnik są rosyjska państwowa agencja informacyjna RIA Novosti oraz radio Głos Rosji (rozwiązane w wyniku tego dekretu – na ich miejsce utworzono Rossija Siegodnia). 
Sputnik produkuje treści w ponad 30 językach. Biura regionalne znajdują się w wielu krajach, w tym m.in. Stanach Zjednoczonych (Waszyngton, DC), Chinach (Pekin), Francji (Paryż), Niemczech (Berlin), Egipcie (Kair) i Wielkiej Brytanii (Londyn i Edynburg). Całkowita długość nadawanych audycji radiowych na stronach internetowych oraz FM i DAB/DAB+ to około 800 godzin dziennie. Misją Sputnik jest „naświetlanie wydarzeń światowej polityki oraz gospodarki” oraz „zorientowanie na zagraniczne audytorium”.
27 lutego 2022 roku, w związku z rosyjską agresją na Ukrainę, Sputnik jako źródło rosyjskiej dezinformacji został objęty zakazem działalności na terenie Unii Europejskiej.

## Historia
„Sputnik” został uruchomiony 10 listopada 2014. Właścicielem agencji jest państwowy operator medialny Rossija Siegodnia należący do rosyjskiego rządu. Firma jest następcą agencji RIA Novosti i radia Głos Rosji.
Agencja mieści w sobie portale internetowe, radio, międzynarodową agencję fotoreporterską czy też aplikacje mobilne i profile w sieciach społecznościowych. Pod marką „Sputnik” ukazują się całodobowe programy informacyjne m.in. w językach: angielskim, arabskim, hiszpańskim i chińskim. Materiały publikowane w internecie tłumaczone są w kilkunastu językach. 
Powstała także polskojęzyczna wersja radia i portalu internetowego. W portalu można znaleźć zakładkę z internetową emisją radia w języku polskim. Radio Sputnik oferuje serwis informacyjny po polsku, audycje historyczne, społeczne, kulturalne i popularnonaukowe. Do listopada 2018 roku Radio Sputnik retransmitowało polskojęzyczne audycje na falach polskiego Radio Hobby, co się stało przyczyną utraty koncesji przez Radio Hobby w wyniku naruszania przepisów Ustawy o radiofonii i telewizji (złamanie zobowiązań koncesyjnych – odsprzedaż części swojego pasma, nad którym nie miało kontroli. Uprawnienia z koncesji są niezbywalne, sama zaś koncesja nie może być przedmiotem transakcji handlowych). Transmisje są również nadawane przez satelitę dla całej Europy.

## Krytyka
Analizę fake newsów podawanych przez Sputnik i inne rosyjskie media, prowadzi m.in. EUvsDisinfo, utworzone przez UE w marcu 2015 i StopFake, utworzone przez grupę wykładowców i dziennikarzy wolontariuszy w marcu 2014.
Według brytyjskiego dziennikarza Edwarda Lucasa agencja Sputnik to „oręż w wojnie cybernetycznej z Europą i USA”. Zdaniem Lucasa „Sputnik nie jest agencją informacyjną i jego dziennikarze nie powinni mieć wstępu na konferencje prasowe. [...] Pracowanie dla Sputnika jest gorsze niż bycie pijarowcem dla firmy tytoniowej”.